# 6597 Kreil
6597 Kreil (1988 AF1) là một tiểu hành tinh vành đai chính được phát hiện ngày 9 tháng 1 năm 1988 bởi A. Mrkos ở Klet.